# جردوي
جردوي هي قرية في مقاطعة كاشمر، إيران. يقدر عدد سكانها بـ 931 نسمة بحسب إحصاء 2016.